# 黑弗里爾 (愛荷華州)
黑弗里爾（英語：Haverhill）是一個位於美國愛荷華州馬歇爾縣的城市。

## 地理
黑弗里爾的座標為41°56′42″N 92°57′41″W / 41.94500°N 92.96139°W，而該地的平均海拔高度為309米（即1014英尺）。

## 人口
根據2010年美國人口普查的數據，黑弗里爾的面積為0.34平方千米，當中陸地面積為0.34平方千米，而水域面積為0.00平方千米。當地共有人口173人，而人口密度為每平方千米508人。